# Charles David Goodman
Charles David Goodman (* 9. Mai 1928 in New York City) ist ein US-amerikanischer Physiker, der sich mit experimenteller Kernphysik befasst.
Goodman studierte an der Clark University mit dem Bachelor-Abschluss 1949 und wurde 1955 an der University of Rochester in Physik promoviert. Danach war er am Oak Ridge National Laboratory, wo er Senior Physicist des Labors wurde. Seit 1980 war er Professor an der Indiana University.
Er untersuchte mit Ladungstransferreaktionen wie (p, n) Reaktionen die Kernstruktur. Findet dabei ein Spin-Austausch statt sind dies Gamow-Teller-Übergänge und deren Untersuchung mit (p,n) Reaktionen ist von Bedeutung für die Interpretation von Experimenten zur Neutrino Beobachtungen durch Neutrinoeinfang in Kernen.
1972/73 war er Gastprofessor an der University of Colorado in Boulder. 1983 erhielt er den Tom-W.-Bonner-Preis für Kernphysik. 1991 erhielt er den Humboldt-Forschungspreis. Er ist Fellow der American Physical Society, IEEE Fellow und der American Association for the Advancement of Science.
Goodman ist seit 1952 verheiratet und hat einen Sohn und eine Tochter.

## Schriften
- C.D. Goodman, C.A. Goulding, M.B. Greenfield, J. Rapaport, D. E. Bainum, C. C. Foster, W. G. Love, and F. Petrovich: Gamow-Teller matrix elements for {\displaystyle 0^{o}}(p,n) cross sections. In: Phys. Rev. Lett. Band 44, 1980, S. 1755–1759 (Abstract).
- T. N. Taddeucci, C. A. Goulding, T. A. Carey, R. C. Byrd, C. D. Goodman, C. Gaarde, J. Larsen, D. Horen, J. Rapaport, and E. Sugarbaker: The {\displaystyle (p,n)} reaction as a probe of beta decay strength. In: Nucl. Phys. A,. Band 469, 1987, S. 125–172, doi:10.1016/0375-9474(87)90089-3.